# ابوحفص عمرو بن سلم حداد
عمرو بن سلم نیشابوری یا به صورتی دیگر ابوحَفْص عَمرو بن سَلَمه حَدّاد نیشابوری، محدث، صوفی و عارفِ طریقت ملامتیه در سده سوم هجری بود. زادگاه او قریه کوردآباد یا کورآباد بر دروازه نیشابور به سوی بخارا بود.
معمولا او را در شمار نخستین صوفیان ملامتیه قرار می‌دهند و برخی از گفته‌هایی که از او نقل شده و نیز حکایاتی که به او نسبت داده‌اند از گرایش او به این طریقه، حکایت دارد. وی عامی و ساده بود و شغل او آهنگری (حدّاد) بود و درباره تغییر احوال مطالبی نقل کرده‌اند که با پیشه او ارتباط داشت. او تصوف را در نیشابور با منظم و نمایان ساخت؛ در واقع تاریخ تصوف در نیشابور با شروع فعالیت خانقاه وی شروع می‌شود. حداد معاصر جنید بغدادی بود و می‌گویند «گاه به حالتی در می‌آمد که کسی توان نگاه کردن به او را نداشت». وفات مورد اختلاف است؛ در سال‌های ۲۶۴، ۲۶۵، ۲۶۶ و ۲۷۰ هجری قمری نوشته‌اند. او بیشتر با نام ابوحفص حَدّاد شناخته شده‌است؛ اما چون احتمال اشتباه گرفتن او با ابوحفص حداد دیگری کمتر شود، در دانشنامه‌ها به صورت عمرو بن سلم نوشته‌اند.
ابوحفص خواهرزاده بشر حافی و از مصاحبان علی نصرآبادی بود. از میان دیگر کسانی که با وی مصاحبت داشته‌اند می‌توان از شاه شجاع کرمانی، عبدالله بن محمد خرّاز، احمدبن حمدان، ابوبکر حنفیه، علی بن شعیب سقا، ابو عبدالله سنجری، محمدبن عبدالوهاب ثقفی و حمدون قصار نام برد.

## نام
| نام       | کنیه   | نام پدر  | نام انتسابی | نسب      | شهرت                    |
| --------- | ------ | -------- | ----------- | -------- | ----------------------- |
| عَمرو(Amr) | ابوحَفْص | سَلَم/سَلَمه | حدّاد        | نیشابوری | ابوحَفْص حَدّاد/عمرو بن سلم |

## اندیشه‌های صوفیانهٔ ابوحفص حداد
در الفهرست ابن ندیم از فردی به نام ابوحفص حداد ذکر شده که از متعزله بوده و کتابی با عنوان الجاروف فی تکافو الادله نوشته‌است و در الرجال کشی روایتی از قول یونس بن الرحمن قمی، از او آمده‌است ولی سید مرتضی این نسبت را مردود می‌شمارد. این شخص احتمالا غیر از ابوحفض حداد -صوفی معروف- است و در هیچ یک از کتب تذکره و طبقات صوفیه به معتزلی بودن او اشاره نکرده‌اند و هیچ نوشته‌ای به او نسبت ندادند و گفته‌های او چیزی غیر از معتزلی بودن وی را نمایان می‌سازد.

ابوحفض، از شهرت بی‌زار بود تا آن‌جا که با داشتن مشرب تصوف، از پوشیدن لباس پشمین در ملأ عام امتناع داشت و «همچون اهل بازار قبا بر تن می‌کرد و چون به خانه می‌رفت لباس پشمین می‌پوشید». معمولاً او را در شمار نخستین صوفیان ملامتیه قرار می‌دهند و برخی از اقوالی که از او نقل شده و نیز حکایاتی که به او نسبت داده‌اند از گرایش او به این طریقه، حکایت دارد. اما شیوهٔ او در این طریقه در عین اجتناب از هر کاری که بویی از ریا در آن باشد، «ترغیب مریدان به اعمال و مجاهدات بود که با روش زاهدانهٔ او در تصوف نیز سازگاری داشت». این شیوه، به ظاهر مغایر با شیوهٔ برخی دیگر از شیوخ ملامتیه، چون حمدون قصار بود که به «تحقیر اعمال و اظهار سیئات و اخفای حسنات» توجه داشتند.

حداد چنان بر لزوم رعایت آداب صوفی‌گری تأکید داشته که تصوف را مجموعه‌ای از آداب تعریف می‌کرد. گفته‌اند وقتی جنید (یا شبلی) به او اعتراض کرد که
 چرا تو اصحاب خویش را آداب پادشاهان آموخته‌ای؟ پاسخ داد که حسن ادب ظاهر، نشانهٔ ادب باطن است.
او مانند اکثر مشایخ صوفیه، سخت پایبند شریعت بود و معتقد بود که سالک همواره باید افعال احوال خود را با کتاب و سنت بسنجد. هجویری، او را در زمرهٔ مشایخ معرفی می‌کند که حضور را مقدم بر غیبت می‌دانستند.

## درباره او
در کتاب تذکرةالاولیا دربارۀ ابوحفص حداد نوشته شده‌است:
آن قدوه رجال، آن نقطه کمال، آن عابد صادق، آن زاهد عاشق، آن سلطان اوتاد، قطب عالم: ابوحفص حداد رحمةالله علیه، پادشاه مشایخ بود علی الاطلاق، خلیفه حق بود به استحقاق، و از محتشمان این طایف بود، و کسی به بزرگی او نبود در وقت وی، ور در ریاضت و کرامت و مروت و فتوت بی‌نظیر بود و در کشف و بیان یگانه و معلم و ملقن او بی واسطه خدای بود، عزوجل. و پیر بوعثمان حیری بود و شاه شجاع از کرمان به زیارت او آمد و در صحبت او به بغداد به زیارت مشایخ.